# Arjeplogs kyrkobokföringsdistrikt

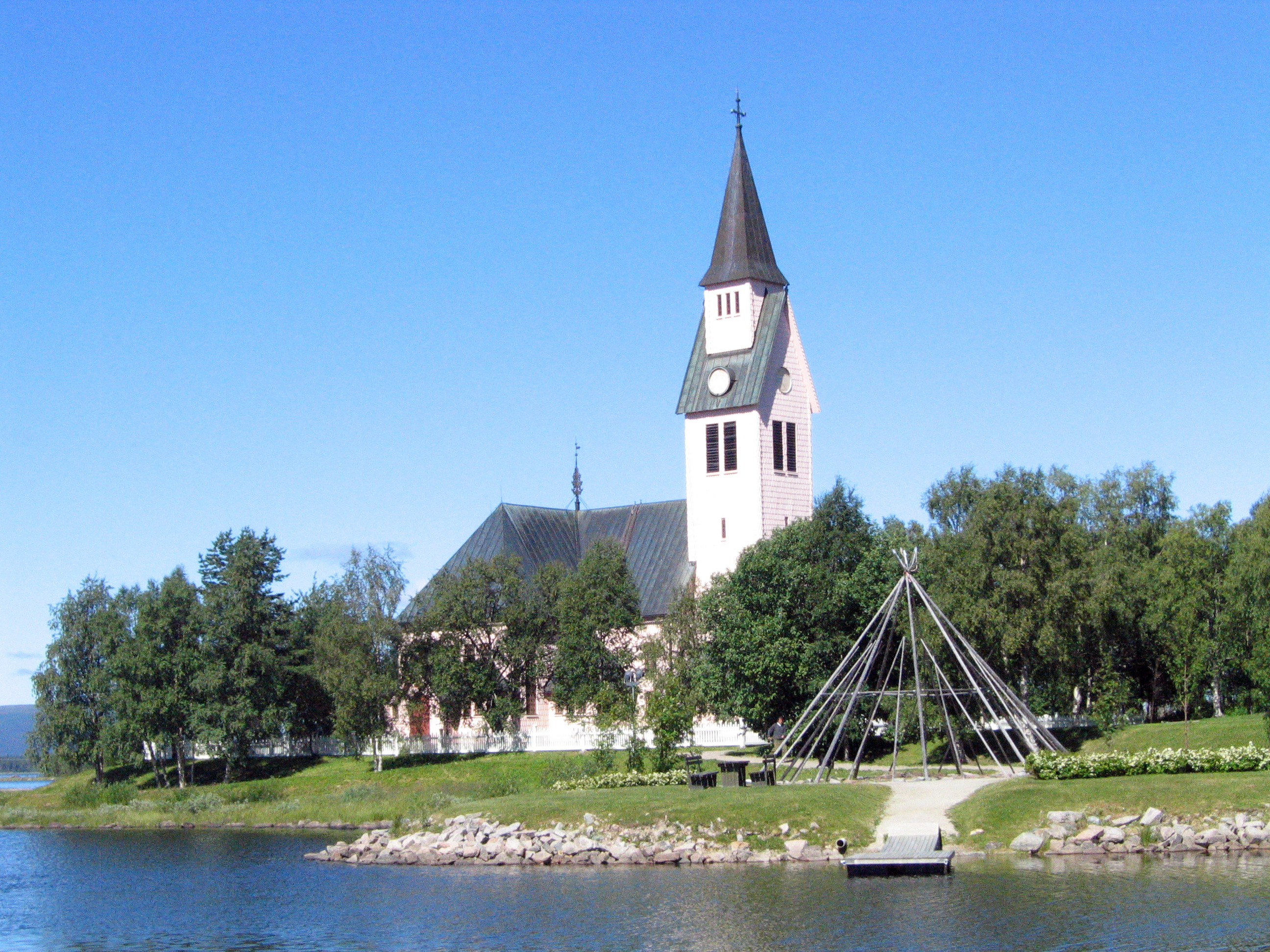
Arjeplogs kyrka.

Arjeplogs kyrkobokföringsdistrikt var ett kyrkobokföringsdistrikt (ofta förkortat kbfd) i Arjeplogs församling i Luleå stift. Dessa distrikt utgjorde delar av en församling i Sverige som i folkbokföringshänseende var likställd med en församling. Distriktet bildades den 1 januari 1928 (enligt beslut den 27 juni 1927) när Arjeplogs församling delades upp på två kyrkobokföringsdistrikt (Arjeplog och Södra Bergnäs) och avskaffades 1 juli 1991 när det återigen ingick i Arjeplogs församling, samtidigt som Sveriges indelning i kyrkobokföringsdistrikt upphörde.
Arjeplogs kyrkobokföringsdistrikt hade församlingskoden 250602.

## Areal
Arjeplogs kyrkobokföringsdistrikt omfattade den 1 januari 1976 en areal av 13 959,8 kvadratkilometer, varav 12 453,7 kvadratkilometer land.

## Befolkningsutveckling
| Befolkningsutvecklingen i Arjeplogs kyrkobokföringsdistrikt 1930–1990 | Befolkningsutvecklingen i Arjeplogs kyrkobokföringsdistrikt 1930–1990 | Befolkningsutvecklingen i Arjeplogs kyrkobokföringsdistrikt 1930–1990 | Befolkningsutvecklingen i Arjeplogs kyrkobokföringsdistrikt 1930–1990 | Befolkningsutvecklingen i Arjeplogs kyrkobokföringsdistrikt 1930–1990 |
| --- | --------------------------------------------------------------------- | --------------------------------------------------------------------- | --------------------------------------------------------------------- | --------------------------------------------------------------------- |
| |                                                                       |                                                                       |                                                                       |                                                                       |
| År |                                                                       |                                                                       | Folkmängd                                                             |                                                                       |
| 1930 | 1930                                                                  |                                                                       | 3 082                                                                 |                                                                       |
| 1935 | 1935                                                                  |                                                                       | 3 381                                                                 |                                                                       |
| 1940 | 1940                                                                  |                                                                       | 3 713                                                                 |                                                                       |
| 1945 | 1945                                                                  |                                                                       | 4 195                                                                 |                                                                       |
| 1950 | 1950                                                                  |                                                                       | 4 676                                                                 |                                                                       |
| 1955 | 1955                                                                  |                                                                       | 4 916                                                                 |                                                                       |
| 1960 | 1960                                                                  |                                                                       | 4 831                                                                 |                                                                       |
| 1965 | 1965                                                                  |                                                                       | 4 435                                                                 |                                                                       |
| 1970 | 1970                                                                  |                                                                       | 3 910                                                                 |                                                                       |
| 1975 | 1975                                                                  |                                                                       | 3 797                                                                 |                                                                       |
| 1980 | 1980                                                                  |                                                                       | 3 721                                                                 |                                                                       |
| 1985 | 1985                                                                  |                                                                       | 3 634                                                                 |                                                                       |
| 1990 | 1990                                                                  |                                                                       | 3 460                                                                 |                                                                       |
| Anm: För åren 1930 och 1940-1945: befolkning enligt folkräkning 31 december enligt den administrativa indelningen den 1 januari följande år. 1950 avser befolkning enligt folkräkning den 31 december enligt den administrativa indelningen den 1 januari 1952. Åren 1935, 1955 samt 1975-1990 avser den kyrkobokförda befolkningen den 31 december enligt den administrativa indelningen den 1 januari följande år. 1960, 1965 och 1970 avser befolkning enligt folkräkning den 1 november enligt den administrativa indelningen den 1 januari följande år. |                                                                       |                                                                       |                                                                       |                                                                       |